# Союз ТМ-5
Союз ТМ-5 е космически кораб от серията „Союз ТМ“.

## Екипаж

### При старта

#### Основен
- Анатолий Соловьов (1) – командир
- Виктор Савиних (3) – бординженер
- Александър Александров (1) – космонавт-изследовател

#### Дублиращ
- Владимир Ляхов – командир
- Александър Серебров – бординженер
- Красимир Стоянов – космонавт-изследовател

### При кацането
- Владимир Ляхов (3) – командир
- Абдул Мохманд (1) – космонавт-изследовател

## Параметри на мисията
- Маса: 7000 кг
- Перигей: 173 км
- Апогей: 241 км
- Наклон на орбитата: 51,6°
- Период: 88,6 мин

## Описание на полета
„Союз ТМ-5“ стартира на 7 юни 1988 г., скачва се за станцията „Мир“. На борда се намира и вторият български космонавт Александър Александров. Той става първият българин, намирал се на борда на орбитална станция (първия полет завършва неуспешно: Союз 33 не успява да се скачи със станцията Салют-6). Стартът е преместен с две седмици по-рано, заради по-добрите условия за провеждане на астрономическия експеримент „Рожен“.
При приземяването си на борда на „Союз ТМ-5“ се намира част от съветско-афганистанския екипаж в състав Владимир Ляхов и Абдул Мохманд. Веднага след откачването на кораба на 5 септември орбиталният модул се отделя и започва подготовката му за спускане от космоса. Оказва се, че в управляващия компютър е заложена програмата за скачване, предназначена за юнската мисия на „Мир“, за което не знаели нито космонавтите, нито ЦУП. Инфрачервеният сензор на хоризонта не може да потвърди височината на полета и затова спирачните двигатели не се включват в разчетния момент. Седем минути по-късно датчикът потвърждава височината и основният двигател заработва, но Ляхов го изключва след 3 секунди. Второто включване е след три часа и продължава само 6 секунди. Веднага след това Ляхов се опитва ръчно да спусне кораба от орбита, но компютърът изключва двигателя след 60 секунди.
За да започне нов спуск, Ляхов трябва да програмира компютъра да игнорира първото изключване на двигателя. Така той продължава програмата си, все едно че първият спирачен импулс е успешен и че корабът се намира на нормална траектория за спускане. Следващата точка от програмата е отделяне на приборно-агрегатния отсек, на който се намира главният двигател, без който е невъзможно навлизането в атмосферата. Mохманд, въпреки заповедта да не предприема нищо и да чака инструкции от ЦУП, по показанията на приборите на контролния панел открива, че отсекът ще се отдели след по-малко от минута. Ляхов веднага спира програмата. Ако не го е бил направил, и двамата биха били обречени на смърт, тъй като подаването на въздух и електроенергия в спускаемия модул е предвидено само за няколко часа.
По тези причини космонавтите трябва да прекарат един допълнителен ден в орбита. Скачване със станцията „Мир“ е невъзможно, защото въпреки факта, че имат и гориво, и двигател, системата за скачване е отделена заедно с орбиталния модул.
Слизането от орбита преминава нормално на 7 септември. След този инцидент, орбиталният модул остава с кораба до приключване работата на спирачните двигатели – както е било на борда на първите „Союз“-и.